# Pa (Maorí)

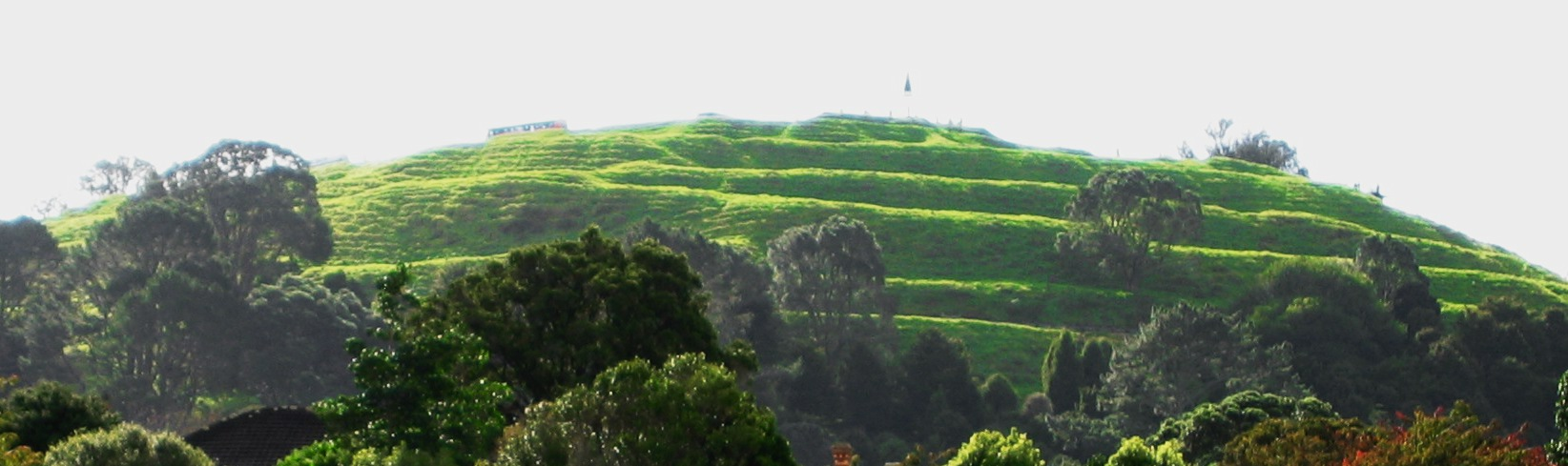
Terrazas en Maungawhau / Monte Edén, que marcan los lugares de las empalizadas y fosos defensivos de este antiguo pā

Un pā o pa (pronunciado pah) era un tipo de asentamiento maorí caracterizado por sus murallas defensivas. Eran considerados los centros sociopolíticos de todos los iwi. En la sociedad maorí, un gran pa representaba el mana de un jefe o rangatira. 
Casi todos los pā fueron construidos en lugares seguros y fértiles, especialmente en elevaciones del terreno, cuyas laderas habían sido transformadas en terrazas para el cultivo  - como por ejemplo en la región de Auckland, donde se usaban los conos de los volcanes durmientes. A pesar de que fueron construidos como defensas, su función principal era residencial, siendo bastante extensos. Los pā jugaron un importante papel en las Guerras Neozelandesas, a pesar de que se conoce su existencia en todos los periodos de la historia del pueblo maorí.  